# Aeon (Thelema)
En la religión de Thelema, se cree que la historia de la humanidad puede ser dividida en series de “Eones”, cada uno acompañado por sus propias formas de “expresiones mágicas y religiosas”.
El primero de estos fue el “Eón de Isis”, el cual creen los thelemitas que ocurrió durante la prehistoria y que observó a la humanidad adorar una Gran Diosa, simbolizada por la deidad egipcia antigua Isis. En las creencias thelemitas, le sucedió el “Eón de Osiris”, un periodo que tuvo lugar en los siglos clásicos y medievales, cuando la humanidad rendía culto a un solo dios masculino, simbolizado por el dios egipcio Osiris, y en consecuencia fue dominado por valores patriarcales. Finalmente el tercer eón, “Eón de Horus”, que fue controlado por una deidad infante, simbolizada por Horus. En este nuevo eón, los thelemitas creían que la humanidad entraría a un tiempo de autorrealización y autoactualización.
En la religión thelemista, se creía que cada uno de estos eones eran “caracterizados por su [propia específica] fórmula mágica”, cuyo uso “es muy importante y fundamental para el entendimiento de…MagickThelémica.

## Los Eones

### Eón de Isis
El primer eón fue el Eón de Isis. Es una deidad femenina y maternal, por tanto, era reverenciada por una sociedad matriarcal. Una idea esencial era que la madre naturaleza proveía, observaba y protegía al hombre. Fue característico de cultos paganos de la madre y la naturaleza. En la obra Equinox of the Gods, Crowley describe este periodo como “simple, tranquilo, sencillo y placentero; lo material ignora lo espiritual” (Equinox of the Gods).[cita requerida]
Lon Milo DuQuette remarca que este eón fue «la era de la Gran Diosa», que tuvo su origen en la prehistoria y alcanzó su cenit «aproximadamente en el 2400 a. e. c.». Continuando con su idea, él afirma que en este periodo fue cuando «el culto a la Gran Diosa era verdaderamente universal. Incontables culturas le rendían culto bajo infinitos nombres y formas. Sería igualmente un error para nosotros, concluir que la fórmula mágica de este periodo se manifestaba exclusivamente a través del culto a cualquier deidad particular femenina antropomórfica. Como todo eón, la fórmula mágica del Eón de Isis fue fundada sobre la base de la interpretación del ser humano de los ‘hechos perceptibles’ de la naturaleza, y nuestros progenitores de la edad Isiana percibían a la naturaleza como un proceso continuo de crecimiento espontáneo».

### Eón de Osiris
El “Eón de Osiris” abarca del periodo clásico a la Edad Media. Se considera patriarcal y contenido en la fórmula de una Deidad de vida, muerte y resurrección. Un aspecto clave de este Eón es el autosacrificio y la sumisión ante el Dios Padre. Crowley habla de este eón en su obra “Heart of the Master”:
”Fórmula de Osiris, cuya palabra es IAO; que los hombres rendían culto al Hombre, pensando en él hasta la Muerte, y su dependiente victoria hacia la Resurrección. Aun así concebido que del Sol como muerto y renace cada día, y cada año.”
Crowley también habla del Eón de Osiris en “Equinox of the Gods”:
”El segundo [Eón] es de sufrimiento y muerte: lo espiritual se esfuerza por ignorar el material. El Cristianismo y todas las religiones cognadas, rinden culto a la muerte, a la gloria del sufrimiento y cadáveres divinizados. “

### Eon de Horus
El “Eón de Horus”, moderno, se considera un tiempo de autorrealización, de interés creciente en asuntos espirituales y está regido por el principio del Niño. La Palabra de su Ley es Thelema (voluntad) complementado con Agapē (amor). Su fórmula es Abracadabra. La individualidad y la búsqueda de la auténtica voluntad del individuo son los aspectos dominantes. Esta autorrealización se traduce en crecimiento, consciencia y amor.
Con respecto al Eón de Horus, Crowley escribió:
”…el coronado y conquistador niño, que no muere, ni renace pero avanza radiante siempre frente hacia Su Camino. Aun así va el Sol: ya que es ahora sabido que la noche es, si no, la sombra de la Tierra, por lo tanto, la Muerte no es más que la sombra del Cuerpo, que vela su Luz de su portador (“Heart of the Master”)[cita requerida]
Lon Milo DuQuette destacó la conexión del Eón de Horus con la Era de Acuario “al decir Sí, [el Eón de Horus] es coincidente con lo que los astrólogos y los compositores de canciones llaman la Era de Acuario y a lo que muchos otros millones se refieren simplemente a la Nueva Era. Pero sería un error, ver este nuevo eón solamente como otro tic en este gran reloj cósmico. La Era de Acuario, profundamente significativo como es, es sólo un aspecto de una nueva gran lejana era espiritual”.

### Otros Eones
Algunos thelemitas creen que el Eón de Maat remplazará con el tiempo el eón presente. Acorde a uno de los recientes estudiantes de Crowley, Charles Stansfeld Jones(a.k.a Frater Achad), el Eón de Maat ya ha llegado o está sobrepuesto en el Eón de Horus. .[cita requerida]
El Pandaeomoneón está asociado con la Magia del caos, Peter James Carroll, Ray Sherwin, y el Illuminates of Thanateros. Es visto como el Eón cuando todos los demás Eones, existan en conjunto, remarcaba Carroll en su “Liber Kaos”.
El Eón de Set (comenzó en 1975) está asociado con Michael Aquino y el descubrimiento del Templo de Set. Este eón está asociado con el golden mean y el Número áureo como es simbolizado en el Pentagrama. La fórmula mágica es Xeper. La Orden Tifoniana de Kenneth Grant ha descubierto una corriente Setiana que implica un Eón de Set.

## Vistas Opuestas
No todos los thelemitas creen en una sucesión clara de Eones. A veces Crowley compara “La palabra de Horus” con otras fórmulas, cuyos reinados parecen traslaparse con el Eón de Osiris o el de Isis. De su The Confessions of Aleister Crowley:
”Hay muchos maestros de magia pero en el transcurso de la historia, hemos tenido escasamente una docena Magi en el técnico sentido de la palabra. Ellos pueden ser reconocidos por el hecho de que su mensaje puede ser formulado con una sola palabra. Ésta tiene que aparcar todo código o creencia existente. Tal vez tomemos como instancias “La palabra de Buda-Anātman” (ausencia de un atmán o alma), que sobrepone su hacha en la raíz de la Cosmología hinduista, Teología hinduista y psicología, e incidentalmente derribó la fundación del sistema de castas; y por supuesto de toda la moralidad aceptada.”